# Pandeman
Pandeman is een bestuurslaag in het regentschap Sumenep van de provincie Oost-Java, Indonesië. Pandeman telt 1814 inwoners (volkstelling 2010).